# Schlatt (Zurigo)
Schlatt (toponimo tedesco) è un comune svizzero di 745 abitanti del Canton Zurigo, nel distretto di Winterthur.

## Monumenti e luoghi d'interesse

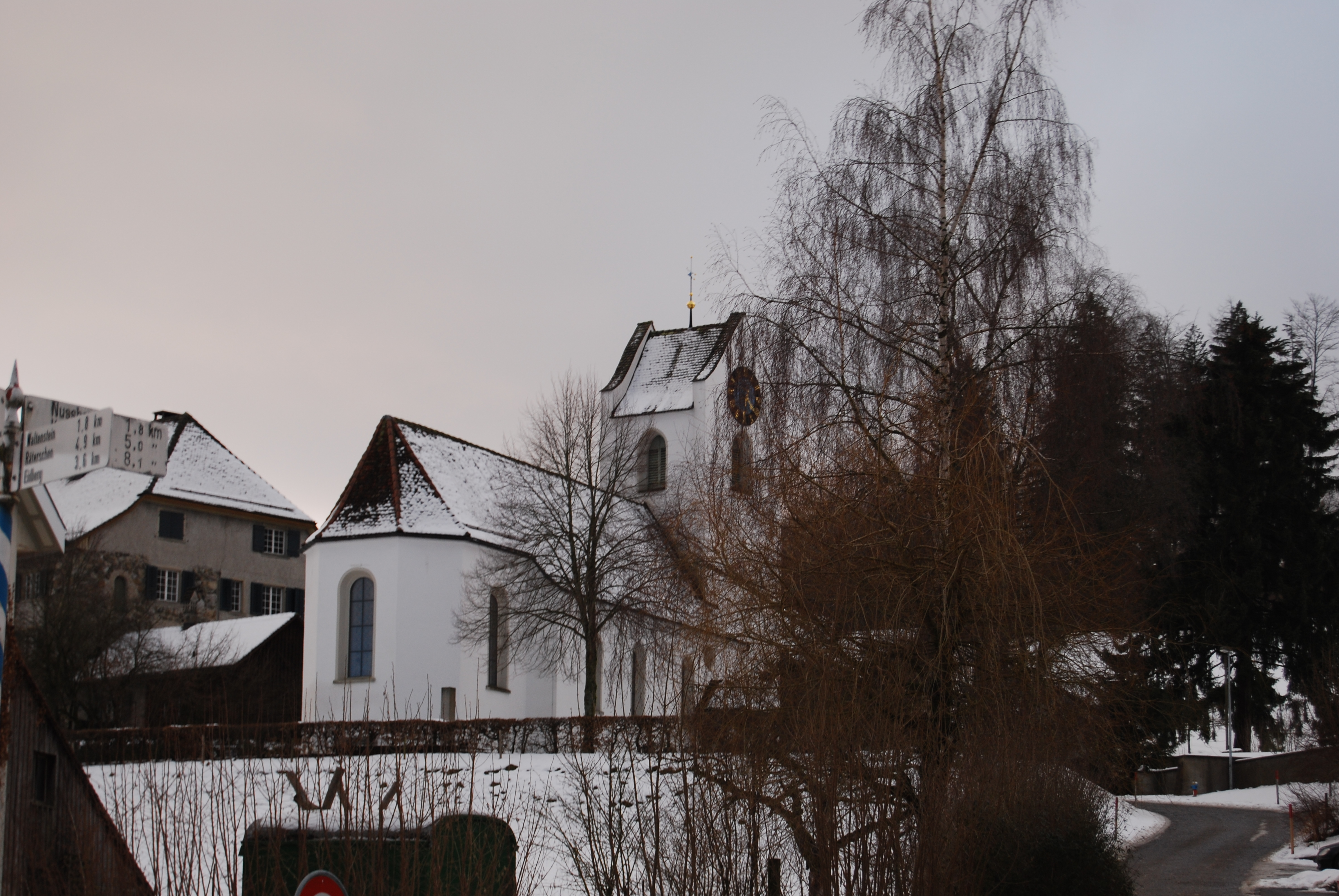
La chiesa riformata

- Chiesa riformata (già di San Pietro), attestata dal 1241 e ricostruita nel 1500 e nel 1655[1].

## Società

### Evoluzione demografica
L'evoluzione demografica è riportata nella seguente tabella:
Abitanti censiti

## Amministrazione
Ogni famiglia originaria del luogo fa parte del cosiddetto comune patriziale e ha la responsabilità della manutenzione di ogni bene ricadente all'interno dei confini del comune.